# Table franque des peuples
La Table franque des peuples est un bref texte écrit au début du Moyen Âge, probablement au VIe siècle, retraçant la généalogie présumée de treize peuples, issus de trois frères : les Ostrogoths, les Wisigoths, les Vandales, les Gépides, les Saxons, les Burgondes, les Thuringes, les Lombards, les Bavarii, les Romains, les Bretons, les Francs et les Alamans.
La Table est appelée « franque » en raison de l'origine de sa tradition manuscrite et non de l'origine de l'œuvre elle-même. Sa composition est semblable à celle de la « Table des peuples » qui se trouve dans la Bible. Bien que dix manuscrits soient parvenus jusqu’à nous, la seule œuvre médiévale à l'utiliser comme source est l'Historia Brittonum du IXe siècle, qui a ainsi contribué à sa diffusion. C'’est aussi la seule œuvre encore en existence qui puise dans La Germanie, œuvre de Tacite datant du Ier siècle. Enfin, c’est également la première à mentionner l'existence du peuple des Bavarii.
La Table est vraisemblablement rédigée vers 520 dans l'Empire byzantin ou, peut-être, dans le royaume des Ostrogoths. L'original est peut-être écrit en grec. Son auteur arrive à y insérer les peuples de son époque, en majorité germains, dans le cadre fourni par Tacite. Les copistes des siècles postérieurs ont souvent amalgamé ce texte avec des listes de rois romains et francs, et certains éditeurs contemporains ont traité la Table comme partie intégrante du texte. 

## Titre
C’est en 1851 que Karl Viktor Müllenhoff, médiéviste allemand, assigne à l’œuvre le titre sous lequel elle est généralement connue : « la Table franque des peuples » ou, en allemand, « Fränkische Völkertafel », croyant qu’elle a été écrite du point de vue d'un Franc écrivant aux environs de 520. Georg Heinrich Pertz, dans la première publication du texte en 1824 lui avait donné le nom de Populorum Germanorum generatio (« Filiation des peuples germaniques »). À son tour, Müllenhoff lui-même, dans son édition de La Germanie de Tacite, l'inclut comme annexe sous le titre de Generatio regum et gentium (« Filiation des rois et des peuples ») . Bruno Krusch intitule l’ajout au manuscrit D contenant la table, De gentilium et barbarorum generationibus (« De la filiation des peuples et des barbares »). L'historien britannique David Dumville, dans une annexe à son édition de l’Historia Brittonum, l’appelle quant à lui Genealogiae Gentium (« Généalogies des peuples »). Enfin, Walter Goffart, dans son édition réunissant l’ensemble des manuscrits, lui donne comme titre Generatio Gentium (« Filiation des peuples »).
Dans trois manuscrits, la Table apparait avec une rubrique typographique. Dans le manuscrit « A », cette rubrique est intitulée Incipit generatio regum (« [Ici] commence la génération des rois ») et Item de regibus Romanorum (« Concernant les rois des Romains ») dans le manuscrit « B ». Le manuscrit « M » porte pour sa part comme rubrique Hieronymus in cronicis (« Jérôme dans les chroniques ») : ce titre étrange porte à croire que le copiste avait vu un lien entre la Table et le Chronicon, une chronique universelle écrite par Jérôme de Stridon. On trouve également une chronique faussement attribuée à Jérôme dans le manuscrit « F ».

## Rédaction

### Date
Selon Müllenhoff, la Table remonterait aux environs de 520 ; Krusch suggère toutefois la fin du VIIe siècle ou le début du VIIIe siècle en se basant sur le fait que la liste des rois de Rome qui accompagne le texte dans certains manuscrits en fait intégralement partie et ne peut être antérieure à la fin de la période mérovingienne. On accepte généralement aujourd’hui l’hypothèse de Müllenhoff en fonction des considérations historiques suivantes. Les Vandales et les Gépides cessèrent d’exister à la suite de la conquête de leurs royaumes par les Byzantins en 534 et 567. Les Thuringes et les Burgondes furent conquis par les Francs en 531 et 534, mais sont mentionnés à côtés des Lombards alors indépendants. Ces derniers n’étaient guère connus avant leur défaite aux mains des Hérules en 510. Les Bavarii pour leur part ne sont mentionnés dans aucun autre texte avant le Getica de Jordanès en 551 ou peu après. On en conclut que le texte a dû être composé entre 510 et 531. On admet toutefois que Krusch a raison en ce qui a trait à la date de la liste des rois de Rome, qui est une addition postérieure. 

### Lieu de composition
La Table franque des Nations est rédigée soit dans l’Empire byzantin, soit dans l’Italie des Ostrogoths. Goffart privilégie l’origine byzantine, de même qu’Helmut Reimitz. Le texte lui-même plaide en faveur d’une origine byzantine et son objectif est manifestement relié à l’intérêt des empereurs Justin Ier et Justinien Ier de restaurer l’Empire romain d’Occident dans les années 520. On peut même y voir un lien direct avec l’accession au pouvoir de Justin en 518 ou de Justinien en 527 . À cette époque, une rédaction en latin ou en grec était consistante avec le statut de ces langues dans l’empire.
Nicholas Evans, pour sa part, favorise l’hypothèse d’une origine italienne. Le principal argument en faveur d’une origine italienne est l’utilisation de Tacite. Aucun autre auteur antique n’utilise la Germania, sinon l’auteur de la Table, et le seul autre à l’utiliser avant le IXe siècle est Cassiodore, homme politique et écrivain au service des rois ostrogoths. On en veut comme preuve la circulation de la Germania dans l’Italie du début du VIe siècle. On n’a aucune certitude sur la circulation de l’œuvre dans l’Empire byzantin, sauf peut-être pour des citations du Strategikon de l’empereur Maurice au VIIe siècle.

### Auteur
On ignore qui est le rédacteur de la Table. Bien qu’il y ait eu de nombreuses tentatives pour déterminer au moins son ethnicité, aucune hypothèse n’est vraiment concluante. Müllenhoff plaide en faveur d’une identité franque, d’où le nom qu’il a donné à la Table. Toutefois, les mêmes arguments que l’on invoque en faveur d’une identité franque pourraient aussi bien s’appliquer à un auteur goth. Pour sa part, Ferdinand Lot suggère qu’il s’agissait d’un clerc alain.
Pour Goffart, si l’auteur vivait effectivement dans l’Italie des Ostrogoths, il devait s’agir d’un Romain et non d’un Goth – même s’il place ces derniers au premier rang des peuples. Pour Evans, il s’agit en revanche d’un Ostrogoth. S’il s’agissait au contraire d’un Byzantin, celui-ci habitait vraisemblablement Constantinople, le siège du gouvernement. À l’appui de l’hypothèse byzantine, Goffart argue que la Table représente « un panorama ethnique de l’Occident, tel que vu à partir de la métropole.

## Manuscrits

### Les versions
On compte sept versions différentes de la Table. Six d’entre elles ont été désignées sous l’abréviation médiévale ABCDEF au XIXe siècle, et la septième M :
A. Saint-Gall, St. Gall Stiftsbibliothek, 732, folios 154-155.
Écrit en minuscules carolingiennes dans le premier tiers du IXe siècle, mais pas nécessairement à l'abbaye de Saint-Gall. Le codex contient également une copie de la Lex Alamannorum, quelques pamphlets religieux et plusieurs autres textes chronologiques.
B. Paris, Bibliothèque nationale de France, lat. 4628A, folio 5.
Écrit en minuscules carolingiennes au cours du Xe siècle à l'abbaye de Saint-Denis. C’est un codex juridique comprenant également la Lex Salica et une liste des rois francs. Deux copies de ce manuscrit sont faites au XVe siècle : le Vaticanus Ottobonianus 3081 et Paris lat. 4631.
C. Rome, Biblioteca Apostolica Vaticana, Vat. lat. 5001, folio 140V.
Rédigé en écriture gothique aux environs de 1300, probablement à Salerne . Il s’agit d’une copie d’un texte en écriture bénéventaine, possiblement rédigé, selon Ludwig Bethmann, sous la direction de l’abbé du Mont-Cassin Desiderius au milieu du XIe siècle, peut-être même plus tôt (vers 974) également dans le sud de l’Italie. Il existe plusieurs copies du Vat. lat. 5001, y compris le Vat. lat. 5000. Les autres textes inclus dans le manuscrit se concentrent sur le sud de l’Italie et sont de nature juridique et historique, y compris le Chronicon Salernitanum et la chronique d’Erchempert.
D. Paris, Bibliothèque nationale de France, lat. 609, folio 28V.
Ce petit manuscrit manifestement utilisé à de nombreuses reprises est rédigé en écriture wisigothique au début du IXe siècle, mais la Table elle-même lui est ajoutée sous forme d’un folio vierge au cours du Xe ou XIe siècle. L’original est un calcul de la date de Pâques, mais la Table est intégrée dans une addition, sorte de joca monachorum. Le manuscrit est pendant un temps propriété de l’abbé de Saint-Martial de Limoges. Goffart donne une version des joca à la fin de son édition de la Table.
E : La Cava, Archivio della Badia della Santissima Trinità, 4 (22), folio 1.
Rédigé en écriture bénéventaine vers 1005, vraisemblablement à Bénévent. Il s’agit du Codex legum Langovardorum, un manuscrit tiré de l’Origo gentis Langobardorum et de l’Edictum Rothari, dans lequel la Table est insérée après coup avant le premier folio, probablement par les compilateurs originaux. La graphie de l’insertion semble être la même que celle du dernier cahier.
F : Karlsruhe, Badische Landesbibliothek, Reichenau CCXXIX (Codex Augiensis 229), folio 184.
Rédigé par une main italienne au début du IXe siècle. Le manuscrit semble avoir été entièrement rédigé en Italie après le début de 821, date qui apparait dans le texte, et probablement avant 822 lorsqu’il semble avoir été porté au catalogue de la bibliothèque de l’abbaye de Reichenau. Il contient apparemment une référence à la destruction de la ville de Chieti en 801 et d’une autre ville en 805 au cours de la guerre qui opposa le roi Pépin d'Italie et le prince Grimoald III de Bénévent, ce qui suggérerait une origine dans les Abruzzes. Des textes en minuscules carolingiennes ont été rajoutés par la suite, vraisemblablement à Reichenau. Il comprend des textes sur la détermination de la fête de Pâques, ainsi que des textes de nature chronologique, théologique et grammaticale, en particulier plusieurs textes d’Isidore de Séville, une chronique faussement attribuée à Jérôme et une carte du monde.
M. Cassino, Archivio della Badia di Montecassino, 384, folio 136.
Rédigé en écriture bénéventaine au début du Xe siècle, avec quelques ajouts ultérieurs. Il fait partie d’un florilegium regroupant des écrits des auteurs classiques, des Pères de l’Église et d'Alcuin. La lettre « M » vient de la première lettre de cette version de la Table dont le texte commence par « Mulius rex… ».
Si l’on regroupe les manuscrits selon leur origine, ABCD viendraient du nord des Alpes alors qu’EMF viendraient d’Italie. AB et EMF semblent provenir d’une même source. Mais on pourrait les regrouper de plusieurs autres façons. ACDEF traitent la Table comme du matériel de remplissage, sans lien avec le reste du contenu, alors que BM l’intègrent au reste du texte. On la trouve en compagnie de textes historiques dans A, de textes juridiques en BCE et de textes sacrés en DFM. Par ailleurs, les textes « E » et « M » sont identiques, probablement parce que « M » a servi de modèle pour « E ». Selon Walter Pohl, CEM sont le résultat d’une tentative pour forger une image de marque de l'abbaye du Mont-Cassin.

### Historia Brittonum
On retrouve la Table dans l’Historia Brittonum, écrite vers 830, où elle est intégrée dans une série de généalogies. Elle suit la liste des descendants du patriarche Noé – la Table des peuples – qui apparaît dans la Genèse de l'Ancien Testament et dont elle est peut-être une imitation. Elle précède la généalogie des trois frères descendants d’Adam. Tout comme c’était le cas dans les manuscrits EMF, la principale généalogie de l'Historia Brittonum est consacrée à un unique géniteur romain d’origine royale.
La version de la Table que l’on retrouve dans l’Historia Brittonum est reliée à celle du manuscrit « F » et dérive d’une version italienne. On peut la trouver dans les paragraphes 13-16 de la version Harleian de l’Historia Brittonum, au paragraphe 7 de la version vaticane, au chapitre 13 de la version Sawley et au paragraphe 9 du manuscrit de Chartres. Dans le manuscrit Harley 3859, copié vers 1100, et qui contient la Table, l’Historia Brittonum est interpolée par une série de généalogies gaéliques du Xe siècle.
L’Historia Brittonum est le seul texte antérieur au XIXe siècle qui fait état de la Table. Très largement recopiée, elle lui a assuré une grande diffusion. Ainsi, il existe trois versions gaéliques de la Table faites à partir de l’Historia Brittonum de la version Harleian. On la retrouve ainsi dans le Lebor Bretnach (en), traduction de l’Historia Brittonum établie au milieu du XIe siècle, dans une version de la compilation historique Lebor Gabála Érenn datant de la fin du XIe siècle, et enfin dans le texte irlandais Sex aetates mundi (en),.  Au XIIe siècle, Lambert de Saint-Omer reprend la Table, telle qu’elle se trouve dans l’Historia Brittonum, dans son texte encyclopédique, le Liber floridus. Un autre auteur du XIIe siècle, Geoffroy de Monmouth, s'est également servi du matériel généalogique contenu dans l'Historia Brittonum, y compris la Table franque des peuples.

## Transmission
La Table arrive probablement dans le royaume des Francs au cours du VIe ou VIIe siècle – où elle est traduite en latin si le texte original était effectivement en grec : ainsi, l’Excerpta latina barbari est un autre texte dont l’original était en grec et qui n’a survécu que dans sa traduction latine faite dans le royaume mérovingien . Les relations entre Byzance et les royaumes francs étaient particulièrement intenses sous le règne de Thibert Ier (r. 534-548) et la dernière partie du VIe siècle, ce qui aurait facilité la transmission de textes comme celui-ci.
Tous les exemplaires de la Table que nous possédons dérivent d’une unique copie franque, probablement écrite vers la fin du VIIe siècle ou au VIIIe siècle. Aucun ne précède la période des Carolingiens, et deux des manuscrits (A & B) ont leur origine dans l’empire carolingien. Tous deux placent la Table entre une liste des dirigeants de Rome et des dirigeants francs. Hors du royaume des Francs, le texte a également circulé en Italie. 
Deux traits qu’ont en commun tous les manuscrits sont probablement des corrections faites par un des premiers copistes francs : l’addition du terme Walagothi qui remplace un nom original perdu, et l’addition des Saxons à la liste originale des deux nations. Ce terme de Walagothi est un hapax qui n’apparait nulle part ailleurs dans la littérature. Il est composé du préfixe wala- (du proto-germanique walhaz) signifiant « étranger » et du nom des Goths. Ce genre de construction ne peut être dû qu’à un scripteur d’origine germanique. Les Saxons étaient mieux connus des Francs du VIIIe siècle que des Byzantins du VIe siècle ; leur incorporation dans le texte divise les douze peuples en trois groupes. Nicolas Evans pour sa part considère l’hypothèse d’une correction franque ultérieure comme injustifiée.
Dans tous les manuscrits, la Table constitue une annexe à d’autres textes. Dans AB, elle suit une liste des rois de Rome et précède une liste de rois francs ; dans C, elle est suivie d’une liste de législateurs francs et Bavarii ; en D, elle constitue une réponse à la dernière de huit questions dans un joca monachorum ; enfin, dans EMF, la généalogie principale est reliée à un unique aïeul romain d'origine royale. Ceci montre que le texte de base circulait à l’origine de façon indépendante sans liste de rois romains ou sans mention du père des trois frères. L’édition de Goffart inclut la Table elle-même ainsi que les additions.

## Le texte

### Première «version accessible»
La Table a circulé, selon l’expression de l'historien belge Léopold Genicot, comme un « texte vivant », c’est-à-dire un texte dont tout nouvel exemplaire constitue une nouvelle version, et non simplement comme une copie de l’original. Il devient ainsi impossible de déduire la version originelle à partir des copies postérieures. Goffart présente ce qu’il appelle « la plus ancienne version accessible » (earliest attainable version), laquelle est essentiellement un agrégat de ce qu’ont en commun toutes les copies.
Tres fuerunt fratres, primus Eminus, secundus Inguo, tertius Istio. Inde adcreuerunt gentes XIII. Primus Eminus genuit Gothos, Walagothos, Wandalos, Gepedos et Saxones. Inguo genuit Burgundiones, Turingos, Langobardos, Baioarios, Istio genuit Romanes, Brittones, Francos, Alamannos.
« Il y eut trois frères, le premier Eminus, le deuxième Inguo, le troisième Istio. Ceux-ci engendrèrent treize peuples. Le premier, Eminus, engendra les Goths, les Goths étrangers, les Vandales, les Gépides et les Saxons. Inguo engendra les Burgondes, les Thuringes, les Lombards, les Bavarii. Istio engendra les Romains, les Britanniques (ou Bretons), les Francs et les Alamans ».

### Variantes
L’orthographe des noms varie selon les manuscrits et ne suit aucune règle. Ainsi, « Inguo » peut être écrit Tingus ou Nigueo ; Istio devient Scius ou Hostius ; les Gépides sont parfois appelés Brigidos ou Cybedi ; les Thuringes deviennent Loringus ou Taringi ; dans un manuscrit, Goths et Walagoths sont appelés Butes et Gualangutos.
Dans les manuscrits AB, la Table est précédée d’une liste de rois romains qui commence par un « premier roi des Romains » (primus rex Romanorum) appelé Analeus dans A et Allanius dans B. En F, Alaneus est le père des trois frères, alors que dans l'Historia Brittonum, Alanus est à la fois le père et « le premier homme qui vint en Europe » (primus homo uenit ad Europam) de la nation de Japhet, fils de Noé. Dans les manuscrits EM, le père des frères est appelé le Roi Mulius.
La Table contient ce que l’on peut considérer comme la première référence aux Bavarii. Celle qui lui est immédiatement postérieure se trouve dans la Getica qui date d’environ 551,. L’orthographe telle qu’on la trouve dans la Table ne fournit aucune indication quant à l’orthographe originelle ou à la prononciation du nom de ce peuple : on trouve ainsi Baioarius (A), Baweros (B), Baioeros (C), Bawarios (D), Baioarios (EMF) et Boguarii ou Bogari (dans l'Historia Brittonum),. Selon Thomas Hodgkin, les Boguarii feraient référence aux Bulgares. 
Le manuscrit F est celui qui diffère le plus du texte de base. Il modifie l’ordre des frères, plaçant Isito devant Erminus et Inguo. Les peuples qui descendent d’Istio sont les mêmes, mais les Vandales et les Saxons d’Erminus sont remplacés par les Burgondes et les Lombards d’Inguo. On retrouve les mêmes variations dans l'Historia Brittonum. Les autres versions « italiennes », E et M, contiennent des variantes moins substantielles. Le nombre de peuples est réduit à douze en éliminant les Vandales, alors que les Thuringes sont remplacés par les Toscans pour donner l’impression « d’un catalogue de peuples plus contemporain du copiste ». 
Certaines versions de l’Historia Brittonum transforment les Romains en Latins (Latini) et les Alamanni en Albani,. Ces modifications pourraient s’expliquer par le travail d’un copiste gaélique pour qui les lettres « m » et « b » sont interchangeables, mais il s’agit plus vraisemblablement d’une adaptation ou d’une mise à jour de la Table qui refléterait plus adéquatement la réalité d’un copiste travaillant dans le nord du pays de Galles entre 857 et 912, plus familier avec le pays et le peuple d’Alba, c'est-à-dire l'Écosse, royaume qui venait tout juste d’être créé à cette époque, qu’avec l’Alemannia,. Patrich Wadden a présenté des tables qui font état de toutes les variantes que l’on trouve dans l'Historia Brittonum et dans les versions gaéliques ultérieures.

## Analyse
Les noms des trois frères proviennent de la Germania (titre original latin : De Origine et situ Germanorum) de Tacite, selon qui « l’ancêtre de la race » s’appelait Mannus. Celui-ci aurait eu trois fils qui auraient ensuite donné leurs noms aux trois principales branches des Germains : les Ingaevones (« le peuple le plus près de l’océan »), les Herminones (« ceux du centre ») et les Istvaeones (« les autres »). La Table ne mentionne pas Mannus et les noms donnés aux frères ne se retrouvent pas dans Tacite, dérivant plutôt des noms qu’il donne aux peuples. Müllenhoff a, dans le passé, suggéré que la Table pourrait avoir été l’œuvre d’un compilateur d’origine ouest-germanique connaissant cette même histoire des peuples (encore vivace au VIe siècle) qui avait servi de base à Tacite plusieurs siècles auparavant. Par la suite, l'historien a mis de côté cette théorie qui n’a maintenant plus cours. 
Les treize peuples choisis par l’auteur pour figurer dans la Table lui étaient contemporains. Ce choix ne dérive pas de Tacite et n’inclut aucun nom qui soit anachronique. S’il s’agit d’une tentative pour établir une liste de peuples germaniques, l’auteur a cru que les Romains et les Bretons en faisaient partie. Il est aussi possible qu’il ait cru que « Germani » était synonyme d’« Occidentaux » ou d’« Européens », bien que les Vandales habitaient déjà en Afrique à ce moment. Les deux premiers peuples qui soient nommés sont les Goths et les Walagoths (les « Goths étrangers ») : il est vraisemblable que par « Goths » on doive entendre les Ostrogoths, et par « Walagoths », les Wisigoths ; ce dernier terme étant rare à l’époque, un rédacteur parlant une langue germanique et écrivant dans un royaume franc l’aura remplacé par un terme germanique plus familier. Dans ce cas, on peut entendre « étranger » au sens de « parlant une langue romane » et se référerait aux Wisigoths d’Espagne et du sud de la Gaule, tous deux « romanisés ». Herwig Wolfram parle ainsi de « Goths romains » et Wadden de « Goths gallois ».
La correspondance entre les peuples contemporains de l’auteur et les catégories fournies par Tacite se base sur la description qu’il fait de ces peuples. Ainsi, l’auteur de la Table a choisi de considérer « ceux du centre » comme signifiant « les plus importants » et a donc classé les Herminones dans ce premier groupe. Sauf en ce qui a trait aux Saxons, ceux-ci forment un ensemble de quatre peuples que l’on retrouve fréquemment dans la littérature byzantine. Procope de Césarée, dans Les Guerres de Justinien, définit les Goths, les Vandales, les Wisigoths et les Gépides comme constituant « les peuples goths » qui « ne formaient à l’origine qu’une seule tribu ». On retrouve le même groupe dans la Vie de Sabbas de Cyrille de Scythopolis, écrit vers 556. Les quatre peuples sont des chrétiens ariens, ennemis de l’Empire byzantin au début du VIe siècle. Outre la Table, Théophane le Confesseur (vers 800), Landulf Sagax (vers 1000) et Nicéphore Calliste Xanthopoulos (vers 1320) accordent à ce quatuor une place dans l’historiographie byzantine. Les Saxons constituent vraisemblablement une addition tardive à la Table de la part d’un copiste franc.
Le deuxième groupe, les Ingaevones, constituent « ceux près de l’Océan », c’est-à-dire les peuples du nord de l’Italie et de l’est de la Gaule. Les autres forment les peuples les plus occidentaux, regroupant des peuples germaniques et non-germaniques, c’est-à-dire les peuples des royaumes francs. Mentionnons que la Table est rédigée peu après la mort de Clovis (511), fondateur du royaume franc mérovingien, moment où le royaume a été partagé entre ses trois fils Clodomir, Childebert et Clotaire, et où les peuples qui le composent semblent jouir d’une plus grande autonomie.
On peut penser que plus tard, dans le contexte de l’Empire carolingien, l’utilisation de la Table participe à l’effort visant à relier les histoires romaine et franque. On peut tracer un parallèle entre le fait que l’on ait réuni Francs, Britanniques (Bretons) et Romains dans la Table, et les revendications de chacun de ces peuples à une ascendance troyenne : les Romains par Énée, les Mérovingiens par Francion et les Bretons par Brutus de Bretagne,. Toutefois, la seule version de la Table qui la relie nommément aux prétentions à une origine troyenne est celle que l’on trouve dans l'Historia Brittonum, qui est également la seule à la relier aux générations de Noé. 
L’ajout des Toscans en remplacement des Thuringes se retrouve pour la première fois dans le manuscrit M qui date du début du Xe siècle, et se continue dans le manuscrit E, rédigé vers 1005. Cette modification est reliée à la création d’une identité régionale toscane distincte après la conquête du royaume des Lombards par Charlemagne en 774. Le copiste de E, qui a probablement eu les deux versions à sa disposition, a choisi la version toscane en raison des contacts importants entre les Lombards du sud de l’Italie et la Toscane de son époque. Ainsi, à la fin du Xe siècle, les filles du prince Landolf IV de Bénévent et Capoue, Willa et Gemma, ont épousé des membres des familles toscanes des Aldobrandeschi et des Cadolingi (it). Le manuscrit E comprend également la Chronique de Capoue, qui parle en termes flatteurs du marquis Hugues de Toscane pour son intervention à Capoue en 993, à la suite du meurtre du prince Landenolf II de Capoue.
Toutes les versions de l’Historia Brittonum intercalent entre les frères et les peuples les noms inventés des pères de ces peuples, imitant la décision du premier auteur de la Table de créer des noms pour les frères en se basant sur le nom de leurs peuples. La couche intermédiaire se lit ainsi :
Hessitio autem habuit filios quattuor : hi sunt Francus, Romanus, Britto, Albanus. Armenon autem habuit quinque filios : Gothus, Valagothus, Gebidus, Burgundus, Longobardus. Negue autem habuit tres filios : Wandalus, Saxo, Bogarus.
« Hessitio eut quatre fils : Francus, Romanus, Britto et Albanus. Armenon eut cinq fils : Gothus, Walagothus, Gepidus, Burgundus, Langobardus. Negue eut trois fils : Vanalus, Saxo et Bavarus. »
Certaines versions parlent d’Alemannus au lieu d’Albanus. Les versions gaéliques de la table issues de l’Historia Brittonum omettent complètement les peuples pour s’en tenir aux frères et à leurs fils. On y retrouve également Albanus. Les spécialistes sont divisés sur cette référence aux « Albani » descendants d’Albanus. Un lien avec les « Albani », qui seraient des Scythes d’Asie mentionnés dans les Etymologiae d’Isidore de Séville au VIIe siècle est possible, mais peu probable . Bède le Vénérable avait bien proposé au VIIIe siècle une origine scythe pour les Pictes d’Écosse, en se basant probablement sur Isidore,, laquelle s’était retrouvée au centre de la Cronica de origine antiquorum Pictorum du XIIe siècle. On doit également exclure pour des raisons de chronologie les Albanais des Balkans. Dumville pour sa part suggère qu’il s’agit des habitants de la ville italienne d’Alba Longa, appelés Albani ailleurs dans l’Historia Brittonum. Cette ville aurait joué un rôle important dans la fondation de Rome. Quant à lui, Evans croit plutôt qu’il s’agit du peuple d’Alba et qu’un copiste gaélique aura « modernisé » la table de la même façon que l’avait fait le scribe italien, remplaçant un peuple éloigné par un qui soit plus près et plus significatif pour lui. Il est moins vraisemblable que ces Albani soient les habitants d’Albion puisque, si c’était le cas, ils feraient double emploi avec les Britti. La version gaélique du Lebor Gabála Érenn, cependant, mentionne bien que le frère d’Albanus fonda Alba Letha (Albania sur le continent) et que son auteur avait en vue soit l’Albanie scythe, soit Alba Longa. Edward Cowan pour sa part le traduit par l’expression « les Albanais du Latium en Italie ». Le Sex aetates mundi (en) est même plus explicite : les Albanais viennent de « l’est de l’Albanie dans la grande Asie » (ind Albain airtherach isind Asia móir).